# Hermosas criaturas
Hermosas criaturas (título original en inglés: Beautiful Creatures) es el primer libro de la saga Las Crónicas Caster o La Saga de las Dieciséis Lunas, escrita por Kami Garcia y Margaret Stohl.
Se publicó originalmente en Estados Unidos el 1 de diciembre de 2009, por Little, Brown and Company. El 3 de enero de 2013, se publicó una nueva edición de la novela, con imágenes de la película en la portada. En Latinoamérica y España el libro es publicado por Editorial Espasa, y en Venezuela por Editorial Planeta.

## Sinopsis
«Siempre pensé que Gatlin, mi pueblo, oculto en lo más profundo de los bosques de Carolina del Sur, era un lugar perdido en medio de ninguna parte. Aquí nunca ocurría nada y nunca cambiaba nada».
El joven Ethan Wate contaba el tiempo que le quedaba para escapar de su pueblo hasta que una nueva estudiante, Lena Duchannes, llegó a su instituto y le reveló un mundo secreto que había permanecido oculto bajo los robles cubiertos de musgo y las aceras agrietadas de Gatlin.
"Hay una maldición.
A veces, la vida se acaba.
Los ojos de Ethan se han abierto al lado oscuro de Gatlin.
Y ya no hay vuelta atrás.
Nada es lo que parece."

## Glosario
Por petición de las autoras, se ha mantenido en su idioma original una serie de términos relativos al imaginario de su invención. A continuación, y a modo de guía, se presentan los aparecidos en este libro:
- Caster: Seres que conviven con los humanos y ejercen diferentes poderes mágicos. Deriva de la expresión Cast a spell (lanzar un hechizo). Cada Caster al alcanzar la Decimosexta Luna deberá ser llamado por la Luz o la Oscuridad, y de esto dependerá su destino por el resto de su vida.

- Mortal: Humano que a diferencia de los Caster no posee poderes mágicos, pero que sin embargo tiene total libertad sobre su destino.

- Natural: Caster con poderes innatos sobre los elementos de la naturaleza y el clima. Son considerados los Caster más poderosos que hay.

- Cataclyst: Equivalente del Caster Natural, pero volcado hacía la Oscuridad.

- Siren: Caster con el poder de la persuasión. Capaz de manipular la mente y la voluntad de los otros.

- Illusionist: Caster con la capacidad de crear ilusiones, haciendo creer a los otros ver y escuchar cosas que no están allí.

- Shifter: Caster capaz de transformar la materia de un objeto, que a diferencia de los Illusionist sí hace un verdadero cambio en el mundo físico.

- Palimpsest: Caster capaz de ver todos los hechos ocurridos en un mismo lugar. Todo su pasado, desde su origen hasta su presente.

- Sybil: Caster con la capacidad de poder saber toda la verdad, pensamientos y pasados de otros solo con mirar sus ojos.

- Empath: Caster capaz de tomar los poderes de otros Caster para usarlos como si fueran suyos por tiempo limitado.

- Thaumaturge: Caster con poderes de sanación.

- Íncubo: Criatura de la noche que no puede exponerse a la luz solar y que puede alimentarse del cuerpo y sangre de otras personas, así como de sus sueños y pensamientos.

## Argumento
A sus dieciséis años de edad, Ethan Wate vive en Gatlin, Carolina del Sur, pero no le gusta su pequeño pueblo y sueña con alejarse de ese lugar. Vive con su padre y un ama de llaves llamada Amma; su madre ha fallecido.
En el primer día de su segundo año de escuela secundaria, Ethan vuelve a tener un sueño en el que cae a través de los árboles con una chica cuyo rostro no puede ver. Este sueño ha sido recurrente durante meses, y preocupa a Ethan ya que en sus sueños él ama a la chica con la que está cayendo a pesar de que no sabe quién es. Cuando Ethan se despierta, se encuentra con una nueva canción de un artista desconocido en su iPod. La canción se llama "Dieciséis Lunas" y la letra le parece muy extraña a Ethan. Cuando busca la canción su reproductor más tarde, la canción ha desaparecido.
Cuando Ethan llega a la escuela, se entera de una chica nueva en la ciudad, Lena Duchannes. Lena es ignorada por la mayoría de los estudiantes ya que ella usa vestidos largos y no se interesa en actividades populares como tratar de participar en el equipo de animadoras. Ethan oye a Lena tocando la canción "Dieciséis lunas" con su viola en la orquesta, lo que le perturba. Ethan se aleja de la escuela para despejar su mente, y él escucha "Dieciséis Lunas" en la radio de su auto. Distraído con la canción, Ethan casi atropella a Lena. Cuando se detiene el coche, de repente se da cuenta de que Lena es la chica que aparece en sus pesadillas. Ethan invita a Lena a llevarla a su casa y ella acepta, lo que marca el comienzo de su amistad.
En la clase de Inglés del día siguiente, Ethan comienza a escuchar a Lena en su mente. Las chicas de la clase insultan al tío de Lena, el solitario Macon Ravenwood, y la ira de Lena afecta el aula, rompiendo los cristales de las ventanas. Lena huye a su casa, e Ethan la sigue. Lena está llorando en un jardín lleno de limoneros, y ella comienza a hablar con Ethan. Ella dice que a veces las cosas inexplicables suceden a su alrededor. De repente, Ethan toca un viejo relicario que está sentado en el suelo, y él comienza a ver una visión del pasado. En la visión, una chica llamada Genevieve está mirando cómo la plantación de su madre, Greenbrier, se quema. Esto ocurre durante el período de tiempo que rodea la Guerra de Secesión. Lena está interesada en la visión de Ethan, pero ella crípticamente le advierte que su vida es complicada y que no debería tratar de interactuar con ella de nuevo.
Ethan mantiene el antiguo relicario con él y le pide a sus tres tías abuelas, conocidas como las Hermanas, que lo ayuden al respecto. Las hermanas le dicen que el medallón viene del año en que el general Sherman quemaba cada plantación en Gatlin, a excepción de las tierras de Ravenwood. Las hermanas identifican los dos conjuntos de iniciales que están talladas en el medallón como pertenecientes a un antepasado de Lena - Genevieve Duchannes - y un antepasado de Ethan, llamado Ethan Carter Wate. En la iglesia, Ethan toca el medallón y tiene otra visión en la que Genevieve Duchannes habla con su novio, Ethan Carter Wate. Esa noche, Ethan tiene otro sueño en el que Lena se le escapaba, y sueña que se ahogaba y se despierta empapado.
Después de Lena faltara a un día de escuela, Ethan visita a su casa y se encuentra con su tío Macon Ravenwood, un hombre que nadie en Gatlin ha visto desde hace años. Macon no quiere dar Ethan información adicional sobre el medallón, y Ethan se da cuenta de que el interior de la Mansión Ravenwood parece ser mágica, porque la decoración puede cambiar y puede aparecer y desaparecer comidas enteras, al parecer de acuerdo a la voluntad de Macon.
Esa noche, Lena llega a la casa de Ethan y se cuela en su habitación para explicar a su familia poco común. Ella dice que todas las personas en su familia son Casters (hechiceros) que tienen poderes especiales. A pesar de esta revelación, la atracción de Ethan a Lena crece, y él le pide que vaya al cine en una cita con él. Ellos se dan la mano en el cine, lo que desata rumores sobre Ethan y Lena en su escuela secundaria.
Ethan pronto se reúne con la prima mayor de Lena, Ridley Duchannes, una chica seductora y muy persuasiva. Ridley invita a Ethan a la reunión, una cena que celebraba la familia de Lena cada año. Ridley revela que en cinco meses, Lena cumplirá 16, y en los cumpleaños 16, todos los miembros de la familia Duchannes son reclamados, ya sea como Casters de la Luz o Casters Oscuros. Después de la cena, Ethan se encuentra en la habitación de Lena. Lena le explica que Ridley es una siren, un Caster Oscura con la capacidad de persuadir a la gente a hacer lo que quiera. Lena tiene miedo de que ella se convertirá en malvada como Ridley y ser reclamado como oscura en su próximo cumpleaños. Ethan le promete que eso no sucederá, y él besa a Lena por primera vez.
Esa noche, Ethan se despierta y ve a su ama de llaves, Amma, salir de la casa. Ethan sigue Amma a su casa, donde la observa mientras ella sale al pantano y se encuentra con el tío de Lena, Macon Ravenwood. Macon está molesto de que Amma no ha prohibido a Ethan reunirse con Lena, ya que podría ser peligroso para los jóvenes. Amma y Macon tienen preguntas que quieren hacer a los fantasmas de los familiares de Amma, a los que se refiere como los Antepasados (o los Notables). Los fantasmas son poco comunicativos y Macon y Amma no son conscientes de la presencia de Ethan en su reunión.
Al día siguiente, Lena e Ethan faltan a la escuela y tocan el relicario de nuevo. Esta vez, ven una visión de Genevieve Duchannes llorando por Ethan Carter Wate, que tras una herida de bala estaba justo antes de morir. Ellos van a la Biblioteca del Condado de Gatlin para obtener información de Marian Ashcroft, una bibliotecaria que era la mejor amiga de la madre de Ethan. En la biblioteca, tienen una visión más de Genevieve tratando de traer a Ethan Carter Wate de vuelta a la vida mediante el uso de un texto mágico llamado el Libro de las Lunas. Marian Ashcroft se revela a sí misma como un Guardián, un mortal que sabe acerca de los caster luminosos y oscuros y mantiene un registro de sus obras. Hay una parte secreta de la Biblioteca Gatlin conocida como la Biblioteca Caster, y Lena cree que este lugar puede contener el Libro de las Lunas. Sin embargo, con el fin de buscar el libro, Lena y Ethan tienen que esperar a que la Biblioteca de Caster pueda abrir, de acuerdo a su propio horario mágico.
En la noche de Halloween, Ethan se despierta en una visión en la que Lena se encuentra en problemas. Conduce a la Mansión Ravenwood y entra para encontrar Lena acostado en una mesa, con la mayoría de los miembros de su familia de pie a su alrededor. Lena está sufriendo un terrible dolor, y su familia está recitando un canto en latín para detener un ataque espiritual a Lena por un Caster Oscuro llamado Sarafine. La presencia de Ethan parece romper el hechizo, y la madre de Macon, Arelia, concluye que el amor de Ethan es la única fuerza que puede proteger a Lena de los ataques de Sarafine.
En Acción de Gracias, Amma invita a Lena a la cena de Acción de Gracias con la familia Wate. Amma usa la magia para suspender el tiempo para que ella y Lena se puede hablar entre sí mientras que la familia se sienta junto, congelados y sin darse cuenta. Ethan puede escuchar su conversación aunque no puede moverse, es entonces uando Amma le dice Lena que Sarafine es en realidad su madre.
Ethan y Lena van a la Biblioteca Caster. En la biblioteca tocan el relicario de Genevieve de nuevo y descubren el origen de la maldición sobre la familia Duchannes. Genevieve usó el Libro de las Lunas para invocar la magia oscura y así traer a Ethan Carter Wate de vuelta a la vida, así fue como el libro ganó el poder de elegir cuál de los descendientes Duchannes sería luminoso, y cuál oscuro. En la biblioteca, Lena se desmaya y es de nuevo espiritualmente atacada por Sarafine, pero se despierta cuando Ethan la besa. Ethan y Lena tienen que encontrar el Libro de las Lunas, y piensan que podría haber sido enterrado con Genevieve. Ellos van a la tumba de Genevieve y desentierran el libro. Entonces lo estudian para ver si pueden encontrar una manera de evitar que Lena se convierta en Oscura.
En el Baile de Navidad de Gatlin, algunas de las chicas arruinan el vestido de Lena vertiendo jabón líquido en ella e Ethan. Ridley llega al baile y toma venganza por la humillación de Lena tras mentalmente encender el sistema de aspersión en la escuela. El agua arruina los vestidos de todas las chicas que se estaban burlando de Lena, provocando el caos. Las madres de las chicas malas creen que Lena es responsable del incidente, y firman una petición para que Lena sea expulsada de la escuela. El director de la escuela lleva a cabo una audiencia y se trata de expulsar a Lena cuando Macon llega para protestar en nombre de su sobrina. Lena se le permite volver a la escuela.
Durante las vacaciones de Navidad, Ethan descubre que su padre, Mitchell Wate, no ha estado trabajando en ninguna novela de los últimos meses. Él se ha sentado en su estudio, en luto por su esposa muerta. En el estudio de Mitchell, Ethan y Lena se dan cuenta de que varios libros están abiertos a ciertas páginas, y las páginas se niegan a ser invertidas. Algunos influencia mágica está deletreando un código en los libros, y el mensaje dice a Lena, "Reclamate a ti misma". Lena y Ethan continúan buscando a través del Libro de las Lunas, en busca de una opción mágica que permitirá a Lena elegir su propio destino.
El día del 16 cumpleaños de Lena, Ethan va a la Mansión Ravenwood a verla. Todos sus familiares que eran Casters de Luz estaban con ella. Lena se sorprende cuando Ridley entra a la casa con el mejor amigo de Ethan, Link, y varios otros estudiantes de la escuela secundaria. Ridley ha puesto un hechizo verbal en los estudiantes que solían ser malo con Lena para que la traten muy bien en su cumpleaños. Otros estudiantes crean una gran fiesta para Lena en el campo fuera de Ravenwood. Macon prohíbe a Lena para asistir a la fiesta debido a los peligros potenciales, pero Lena se escapa para disfrutar de las fiestas de todos modos. Lena y Ethan bailan juntos y finalmente dicen que se aman.
Ethan tiene que abandonar la fiesta cuando se entera de que su padre, Mitchell, está de pie en el balcón de un museo local, y parece que va a saltar. Ridley ha casi persuadido Mitchell a quitarse la vida, pero Link convence a Ridley de que libere a Mitchell de su hechizo. Ridley revela que se trataba de un complot para atraer a Ethan lejos de Lena, ya que su amor es su principal protección contra Sarafine. Ethan y Link corren hacia la Mansión Ravenwood y se encuentran con la madre de Link, la señora Lincoln, en el camino. Ethan descubre que la mujer no es la señora Lincoln, sino Sarafine disfrazada.
Sarafine dice a Lena que ella será capaz de reclamar su propio ser para la oscuridad o la luz a la medianoche. Pero la elección de Lena es complicada: Si ella decide ser Oscura, todas los Casters de Luz en su familia van a morir, pero ella sería capaz de tener una relación física con Ethan, algo que estaba prohibido para ellos. Si ella decide ser de la Luz, todos los Casters Oscuros en su familia morirán, incluido el tío Macon. Ethan es incapaz de entrar en Ravenwood para obtener la ayuda de los demás Casters de Luz, por lo que corre a la Biblioteca Caster buscando la ayuda de Marian, que es capaz de dejarlo en Ravenwood a través de los túneles de la Biblioteca. Después de reunir a los Casters de Luz, Ethan corre para encontrar a Lena en el bosque, pero en su lugar se encuentra con Sarafine, quien lo apuñala en el estómago con un cuchillo.
Desde el punto de vista de Lena, da la medianoche, y Lena utiliza su poder sobre la naturaleza para bloquear la luna a medianoche, lo que le impide ser reclamado en absoluto, ya sea para la Luz o la Oscuridad. Ella ve que Sarafine ha puñalado a Ethan, así que con la ayuda de Amma, que llega con el Libro de las Lunas, decide a recitar un hechizo para traer a Ethan de vuelta a la vida. Esto funciona, pero con la terrible consecuencia de que el Libro tiene la necesidad de tomar la vida de tío Macon con el fin de salvar a Ethan. En los días posteriores a la muerte de Macon, Ethan oye una nueva canción llamada "Diecisiete lunas" en su iPod, y sabe que la lucha entre los Casters de Luz y Casters Oscuros aún no ha terminado.

## Personajes
- Ethan Lawson Wate: Es un muchacho de dieciséis años cuyo principal sueño es poder escapar del tedioso pueblo en el que vive, Gatlin, y viajar por el mundo. Huérfano de madre desde hace aproximadamente un año, ahora vive con su padre, quien se ha convertido en una persona sin vida que no sale de la sala de estudio de su difunta esposa, y con Amma, quien ha cuidado de él desde pequeño y lo quiere como si fuera su madre.

A pesar de su cerca de metro noventa de estatura y de su pasión por el baloncesto, Ethan es en secreto un voraz lector que teme dejar de encajar entre el resto de sus compañeros del instituto si su secreto termina saliendo a la luz. Nunca se ha metido en demasiados problemas, siempre ha sido un joven formal, y su vida habría seguido así de no ser porque el destino quiso que ella se cruzase en su camino…
- Lena Duchannes: De pelo largo y oscuro y ojos verdes, no es una chica corriente. Además de parecer completamente indiferente a los comentarios de los demás, mezcla todo tipo de prendas sin preocuparse por la moda, lleva un collar repleto de colgantes y baratijas, y cada día aparece con un número distinto escrito con rotulador sobre la palma de su mano. Todo el mundo piensa que está tan loca como su tío, Macon M. Ravenwood. Todos menos Ethan, que desde el principio teme ser él el que ha perdido la cabeza.

Porque, sin haberla visto jamás y nunca escuchado hablar de ella antes, Lena ha estado rondando en los sueños y las pesadillas de Ethan durante mucho, mucho tiempo.
- Ridley Duchannes: Prima de Lena, Ridley era una Caster bondadosa con poderes increíbles, hasta que la Oscuridad "la llamó" cuando cumplió 16 años. Desde entonces, la joven se convierte en una Siren. De acuerdo con La saga de las 16 lunas, sus poderes consisten en influir en los demás y hacer que hagan todo lo que ella desea. Hasta tirarse por un precipicio si así lo quiere. Siempre lleva consigo una piruleta -que utiliza para hacer magia- y luce su figura con amplios escotes y ropa gótica. Tiene ojos amarillos.

- Wesley (Link) Lincoln: Se trata del mejor amigo de Ethan y también es el hijo de la temible señora Lincoln. A diferencia del resto de la escuela, no le retira a Ethan la palabra cuando comienza una relación con Lena y, de hecho, se lleva muy bien con ella. Aunque no se le da demasiado bien, le gusta tocar música y pasear con su vehículo por Gatlin. Cuando conoce a Ridley, la prima de Lena, se queda embobado de ella.

- Amma: Ha pertenecido a la familia de Ethan desde que este tiene memoria y se ha encargado de él y de su padre desde que su madre murió en misteriosas circunstancias. Lo que no sabe Ethan es que tiene increíbles poderes y que a menudo contacta con los Espíritus para que la ayuden en sus propósitos. Conoce muy bien a Macon Ravenwood, el tío de Lena, sólo que se cuida mucho de no tocarle.

- Macon Ravenwood: Es el tío de Lena y en Gatlin tiene fama de oscuro ermitaño, razón de más para que todo el pueblo le tenga miedo. Su intención pasa por proteger a su sobrina de la profecía que asola a la familia y, de paso, evitar que su hermana, la Caster oscura Sarafine, llegue hasta ella. Viste impecablemente, siempre lleva un bastón en sus manos y es un íncubo de sangre que no sale a la luz del sol y se alimenta de los sueños de las personas en vez de sangre. Tiene un pasado con Amma y en su momento estuvo perdidamente enamorado de la madre de Ethan(Lila Jane Evers Wate)

- Emily Asher: Desde que Lena llega al colegio, ella y su mejor amiga Savannah Snow y el resto de su grupo se dedican a meterse con ella. Por si no fuera poco, Lena es incapaz de controlar sus poderes y rompe el ventanal de una de las clases incapaz de controlar su furia. Es entonces cuando Emily y las chicas organizan una campaña contra ella, secundada por sus madres y también por la señora Lincoln.

- Señora Lincoln: La autoritaria y dominante madre de Link que siempre le dice lo que tiene que hacer y que intenta por todos los medios que Lena sea expulsada del colegio. También es la jefa de las Hijas de la Revolución Americana y siempre les pide ayuda a Emily y Savannah para que "ayuden" a Gatlin o, lo que es lo mismo, que hagan lo posible por librarse de Lena.

- Sarafine Duchannes: Es la madre de Lena y es una Cataclyst. Lena estaba convencida de que estaba muerta hasta que ella se presenta en Gatlin. Es la mayor antagonista del libro y su mayor objetivo es volver a Lena a la oscuridad para así, con su poder, destruir el dominio de los mortales sobre el mundo para conferírselo a los suyos. No cree en el amor, ni en Dios ni en la bondad.

## Adaptaciones

### Película
En 2013 se produjo el lanzamiento de una película homónima basada libremente en este libro. Dirigida por Richard LaGravenese, protagonizada por Alden Ehrenreich como Ethan y Alice Englert como Lena. Jeremy Irons, Viola Davis, Emma Thompson y Emmy Rossum también participaron en la película. La misma ha recibido muy duras críticas de parte de la prensa especializada.

## Recepción de la crítica
Kirkus Reviews escribe que «la voz narrativa irónica de Ethan resonará con los lectores de John Green, así como las hordas de fans sobrenatural-románticas que buscan el próximo libro en el que hincar los dientes». Booklist también criticó positivamente el libro, diciendo que «hay muchos adolescentes a los que les gustará: romance, magia, encantamientos, y la promesa de más por venir». The School Library Journal elogió las «descripciones detalladas» y «conclusión satisfactoria» que presentaba el libro, escrito que le gustará a los fanes de True Blood. Publishers Weekly criticó el «clímax prolongado» del libro, pero escribió que Hermosas criaturas tenía una «mitología convincente y dimensional». A pesar de su uso de la magia, el libro es elogiado por sus personajes "auténticos" y por su mundo. Linda Pérez, de la revista Journal of Adolescent & Adult Literacy, declaró: «Stohl escribe con claridad y líricamente», «el mundo que han creado... es tan creíble que los lectores se encontrarán sin querer creer en la magia». Según Ilene Cooper de Booklist, «de las 600 páginas se podrían haber eliminado unas cuantas para mejorar la historia haciéndola más compacta».

## Secuelas
- Hermosas Criaturas es el primero de una serie de cuatro libros:
- Hermosa Oscuridad, segundo libro – publicada el 12 de octubre de 2010.
- Hermoso Caos, tercer libro – publicado el 18 de octubre de 2011.
- Hermoso Final (Hermosa Redención según la traducción directa del inglés), cuarto libro – publicado el 23 de octubre de 2012.

Además hay una edición especial llamada Dream Dark que ocurre después de Hermosa Oscuridad y antes de Hermoso Caos.